# Kaple Panny Marie Bolestné (Nová Paka)
Kaple Panny Marie Bolestné je hřbitovní kaple v Nové Pace. Je zapsána jako kulturní památka.

## Historie
Městský hřbitov v Nové Pace byl založen roku 1625. Na místě stála kaplička, kterou nahradila v letech 1700 až 1709 nová kaple. V roce 1765 k ní byla přistavěna patrová věž. Rekonstrukcí kaple prošla roku 1867 a poté i koncem 20. století. V roce 2006 byla prohlášena kulturní památkou. V současnosti slouží kaple jako městská obřadní síň.

## Popis
Kaple je jednolodní stavba s půlkruhově uzavřeným presbytářem k jižní straně. Stavbě dominuje mohutná hranolovitá věž. Varhany postavil vrchlabský varhanář Ignaz Tauchmann.
V blízkosti kaple se nachází také dvě sochy. Socha Panny Marie Bolestné a socha Krista - ecce homo. Obě sochy byly vytvořeny roku 1771.

## Fotogalerie

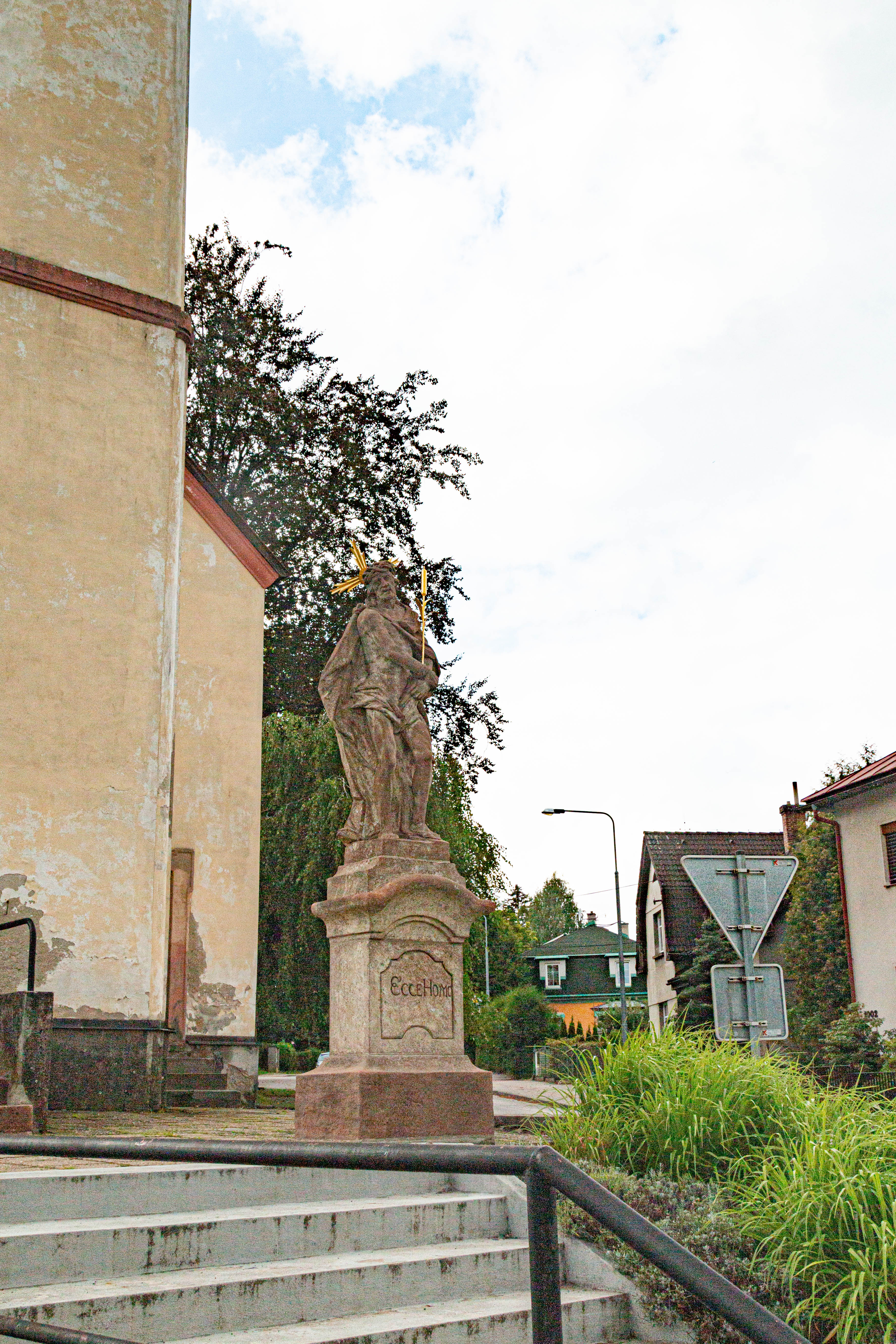
Socha Mater Dolorosa u kaple Panny Marie Bolestné v Nové Pace
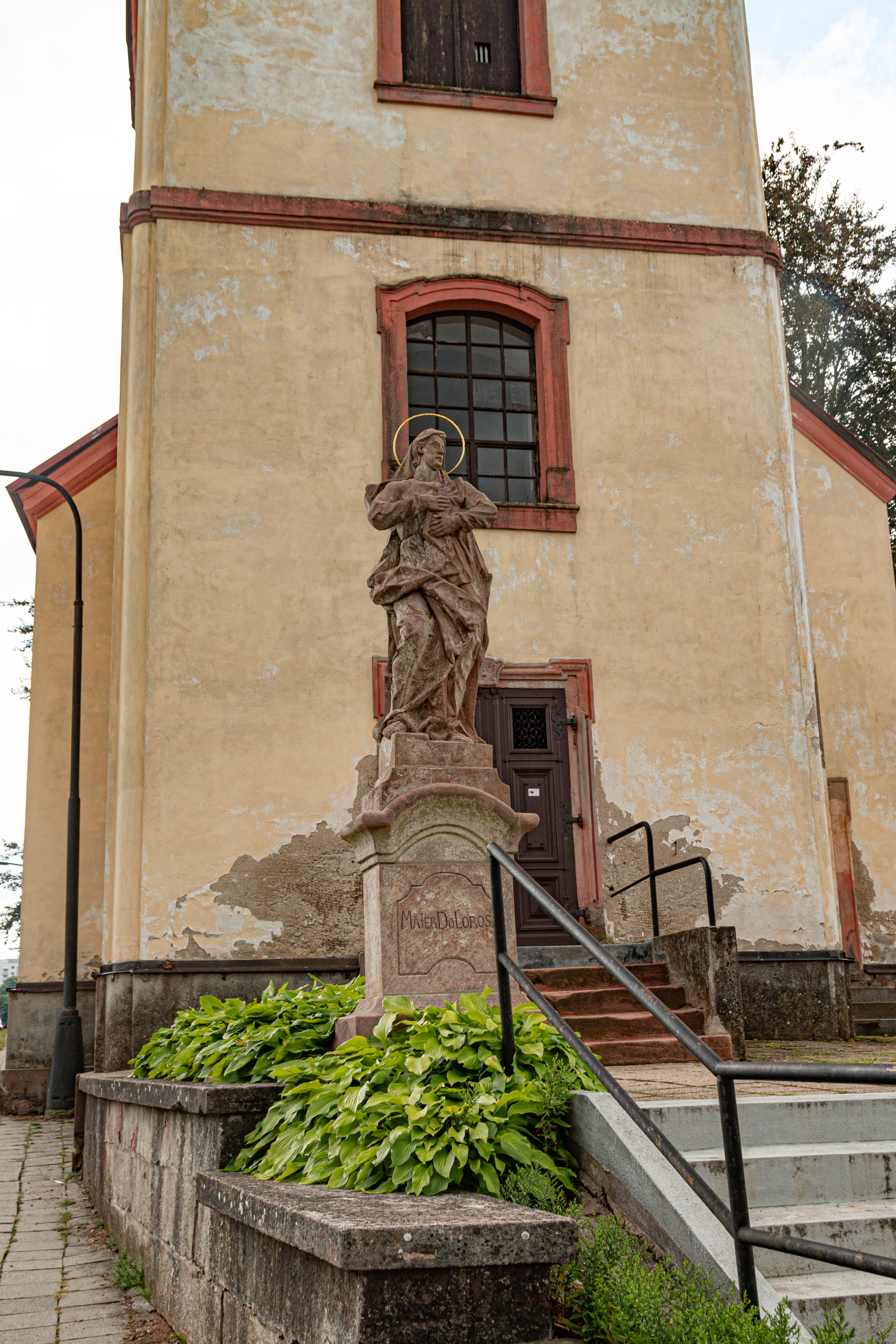
Socha Ecce Homo u kaple Panny Marie Bolestné v Nové Pace
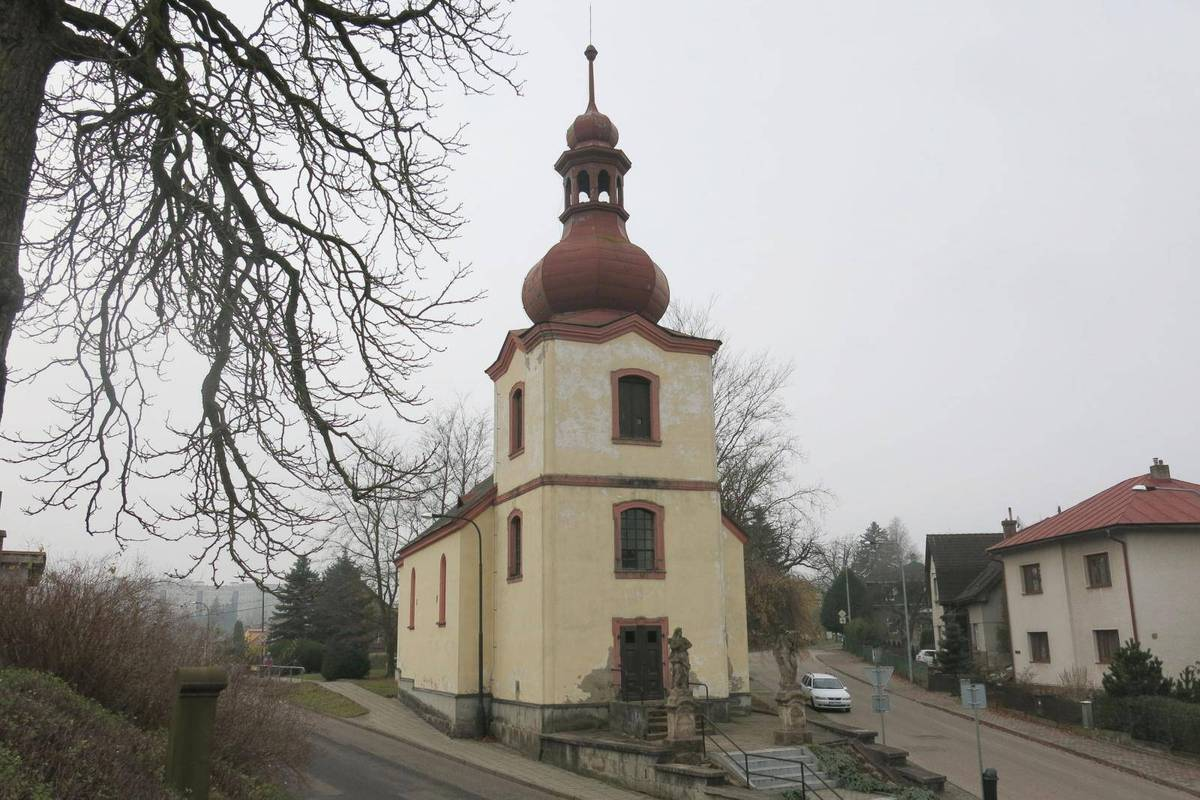
Kaple Panny Marie Bolestné v Nové Pace